# Atratomorpha atrata
Atratomorpha atrata är en insektsart som först beskrevs av Morgan Hebard 1919.  Atratomorpha atrata ingår i släktet Atratomorpha och familjen Pseudophasmatidae. Inga underarter finns listade.